# Hienadź Usiukiewicz
Hienadź Alaksandrawicz Usiukiewicz (biał. Генадзь Аляксандравіч Усюкевіч, ros. Геннадий Александрович Усюкевич, Giennadij Aleksandrowicz Usiukiewicz; ur. 9 maja 1937 w Chodosach) – białoruski polityk, deputowany do Rady Najwyższej Republiki Białorusi XIII kadencji, członek Białoruskiej Partii Agrarnej, kandydat nauk technicznych (odpowiednik polskiego stopnia doktora).

## Życiorys

### Młodość i praca
Urodził się 9 maja 1937 roku we wsi Chodosy, w gminie Lubcz powiatu nowogródzkiego województwa nowogródzkiego II Rzeczypospolitej. W 1964 roku ukończył Białoruską Państwową Akademię Gospodarstwa Wiejskiego, w 1977 roku – Mińską Wyższą Szkołę Partyjną przy Komitecie Centralnym Komunistycznej Partii Białorusi (KPB). W 1982 roku uzyskał stopień kandydata nauk technicznych (odpowiednik polskiego stopnia doktora). Zmuszony był ukrywać przed partyjnymi zwierzchnikami pracę nad rozprawą kandydacką i jej obronę, ponieważ w tym okresie nauka działacza partyjnego na niepartyjnych aspiranturach była niemile widziana. Temat jego rozprawy brzmiał: Badanie procesów przetwarzania torfu w nawóz i opracowanie racjonalnej struktury wykorzystania zasobów torfowych w rolnictwie.
W latach 1955–1956 był kołchoźnikiem, brygadzistą w kołchozie „Znamia Sowietow” w rejonie nowogródzkim. W latach 1964–1972 był głównym agronomem, przewodniczącym kołchozu „Znamia Kommunizma” w rejonie puchowickim. W latach 1972–1976 był kierownikiem Wydziału Rolnictwa, zastępcą przewodniczącego Puchowickiego Rejonowego Komitetu Wykonawczego. W latach 1977–1986 był zastępcą kierownika Wydziału Rolniczego, instruktorem w Mińskim Komitecie Obwodowym KPB. W latach 1986–1996 pełnił funkcje I sekretarza Komitetu Rejonowego KPB w Starych Dorohach, zastępcy przewodniczącego Mińskiego Obwodowego Zarządu Rolniczo-Przemysłowego, dyrektora generalnego Mińskiego Naukowo-Produkcyjnego Zjednoczenia Rolniczego. Będąc na stanowisku I sekretarza Komitetu Rejonowego KPB oświadczył o zmianie światopoglądu, potępił Komunistyczną Partię Związku Radzieckiego za jej fałszywą istotę i obłudny charakter. Po opuszczeniu KPB wstąpił do Białoruskiej Partii Agrarnej, następnie, w 1995 roku, był bezpartyjny.

### Działalność parlamentarna
W drugiej turze wyborów parlamentarnych 28 maja 1995 roku został wybrany na deputowanego do Rady Najwyższej Republiki Białorusi XIII kadencji ze Starodoroskiego Okręgu Wyborczego Nr 215. 9 stycznia 1996 roku został zaprzysiężony na deputowanego. Od 23 stycznia pełnił w Radzie Najwyższej funkcję przewodniczącego Stałej Komisji ds. Rolnych i Rozwoju Socjalnego Wsi. 27 listopada 1996 roku, po dokonanej przez prezydenta Alaksandra Łukaszenkę kontrowersyjnej i częściowo nieuznanej międzynarodowo zmianie konstytucji, nie wszedł w skład utworzonej przez niego Izby Reprezentantów Zgromadzenia Narodowego Republiki Białorusi I kadencji. Zgodnie z Konstytucją Białorusi z 1994 roku jego mandat deputowanego do Rady Najwyższej zakończył się 9 stycznia 2000 roku; kolejne wybory do tego organu jednak nigdy się nie odbyły.

## Życie prywatne
Hienadź Usiukiewicz jest żonaty, ma dwoje dzieci. Jest prawosławny. W 1995 roku mieszkał w Mińsku.

## Odznaczenia
- Order Czerwonego Sztandaru Pracy (ZSRR, 1971);
- Order „Znak Honoru” (ZSRR, 1973);
- Medal jubileuszowy „W upamiętnieniu 100-lecia urodzin Władimira Iljicza Lenina” (ZSRR, 1970);
- Srebrny i brązowy medal Wystawy Osiągnięć Gospodarki Narodowej ZSRR (ZSRR, 1966);
- Gramota Pochwalna Rady Najwyższej Białoruskiej SRR (ZSRR, 1966)[1].

## Prace
Hienadź Usiukiewicz jest autorem 13 publikacji dotyczących tematu rozprawy kandydackiej, a także artykułów w czasopismach o stanie i rozwoju sektora rolniczo-przemysłowego Republiki Białorusi.